# Takaši Inui
Takaši Inui (* 2. června 1988) je japonský fotbalista.

## Reprezentační kariéra
Takaši Inui odehrál 36 reprezentačních utkání. S japonskou reprezentací se zúčastnil Mistrovství Asie ve fotbale 2015.

## Statistiky
| Japonsko | Japonsko | Japonsko |
| Roky     | Záp.     | Góly     |
| -------- | -------- | -------- |
| 2009     | 1        | 0        |
| 2010     | 2        | 0        |
| 2011     | 0        | 0        |
| 2012     | 3        | 0        |
| 2013     | 6        | 0        |
| 2014     | 2        | 2        |
| 2015     | 5        | 0        |
| 2016     | 0        | 0        |
| 2017     | 6        | 0        |
| 2018     | 6        | 4        |
| 2019     | 5        | 0        |
| Celkem   | 36       | 6        |